# Ludwik Walkowiak
Ludwik Walkowiak (ur. 22 sierpnia 1908 w Sławinie Starym k/Ołobąku, zm. 26 października 1989 w Poznaniu) – polski duchowny rzymskokatolicki, kapłan archidiecezji poznańskiej, w latach 1945-1947 kapelan żołnierzy polskich we Francji, proboszcz parafii św. Mikołaja w Miejskiej Górce (1947-1972), dziekan dekanatu jutrosińskiego (1950-1972).

## Życiorys
Jego ojciec Marcin i Agnieszka z domu Cugier byli rolnikami. Ludwik był ich drugim dzieckiem - miał dziewięcioro rodzeństwa.  
1 grudnia 1939 został aresztowany i wywieziony do Kazimierza Biskupiego, następnie został przewieziony do Fortu VII. 24 maja 1940 trafia do obozu koncentracyjnego w Dachau. 1 sierpnia 1940 wywieziony do kamieniołomów w  Gusen. 8 grudnia 1940 wraca do Dachau, gdzie otrzymuje nowy numer obozowy 22083. Ks. Walkowiak doczekał tam wyzwolenia przez wojska amerykańskie, które wkraczają do obozu 29 kwietnia 1945. 
W 1998 wydana została książka na podstawie rękopisu ks. Walkowiaka pt. "Dwa fronty. Wspomnienia więźnia II wojny światowej", książka doczekała się drugiego wydania pt. "Ksiądz z Dachau. Wspomnienia więźnia niemieckich obozów koncentracyjnych".
W grudniu 1972 przeszedł na emeryturę. Zmarł 26 października 1989 w wieku 81 lat w Poznaniu. Został pochowany na cmentarzu parafii św. Mikołaja w Miejskiej Górce.
Uchwałą Rady Miejskiej w Miejskiej Górce zmieniono nazwę ul. Feliksa Dzierżyńskiego na ul. Ks. Ludwika Walkowiaka.

## Posługa kapłańska
- wikariusz w parafii św. Marcina w Swarzędzu (1932-1934)
- wikariusz w parafii św. Trójcy na Dębcu w Poznaniu (1934-1937)
- wikariusz w parafii św. Marcina w Poznaniu (1937-1939)
- proboszcz w parafii św. Mikołaja w Miejskiej Górce (1947-1972)